# Sobre

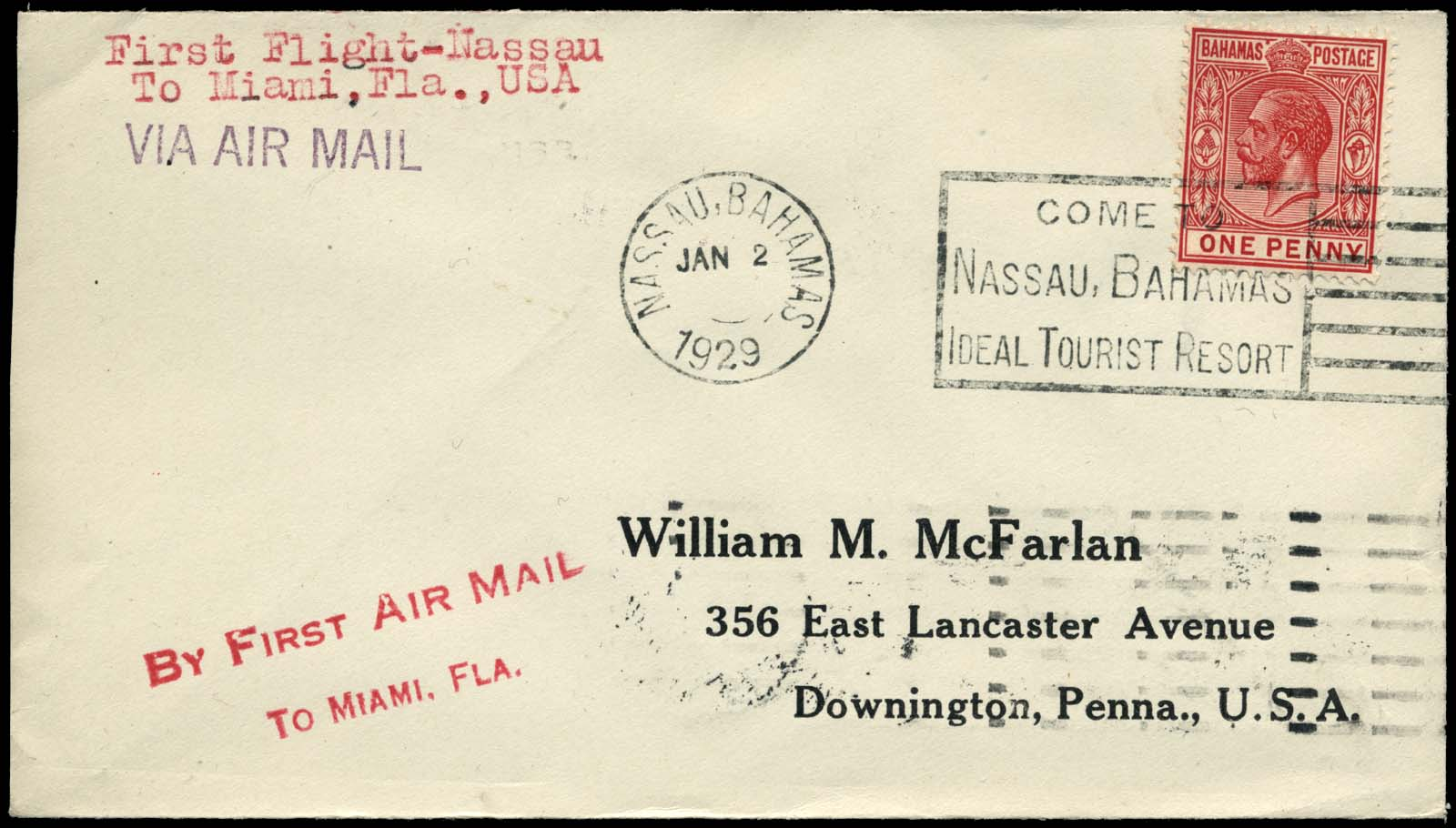
Sobre tradicional.

Un sobre, envelop, o sobrescrito (también sobrescripto), es una cubierta de papel u otro material utilizado para introducir en su interior cartas, tarjetas, billetes y documentos que se entregan en mano o envían por correo. El sobre está diseñado para incorporar el franqueo y el destinatario en el anverso y el remitente en el reverso. Por eso, la parte frontal es lisa, quedando la solapa siempre por detrás. Los sobres se adquieren en las papelerías y tiendas de material de oficina, y también se pueden personalizar encargándolos a una imprenta.

## Tipos de sobres

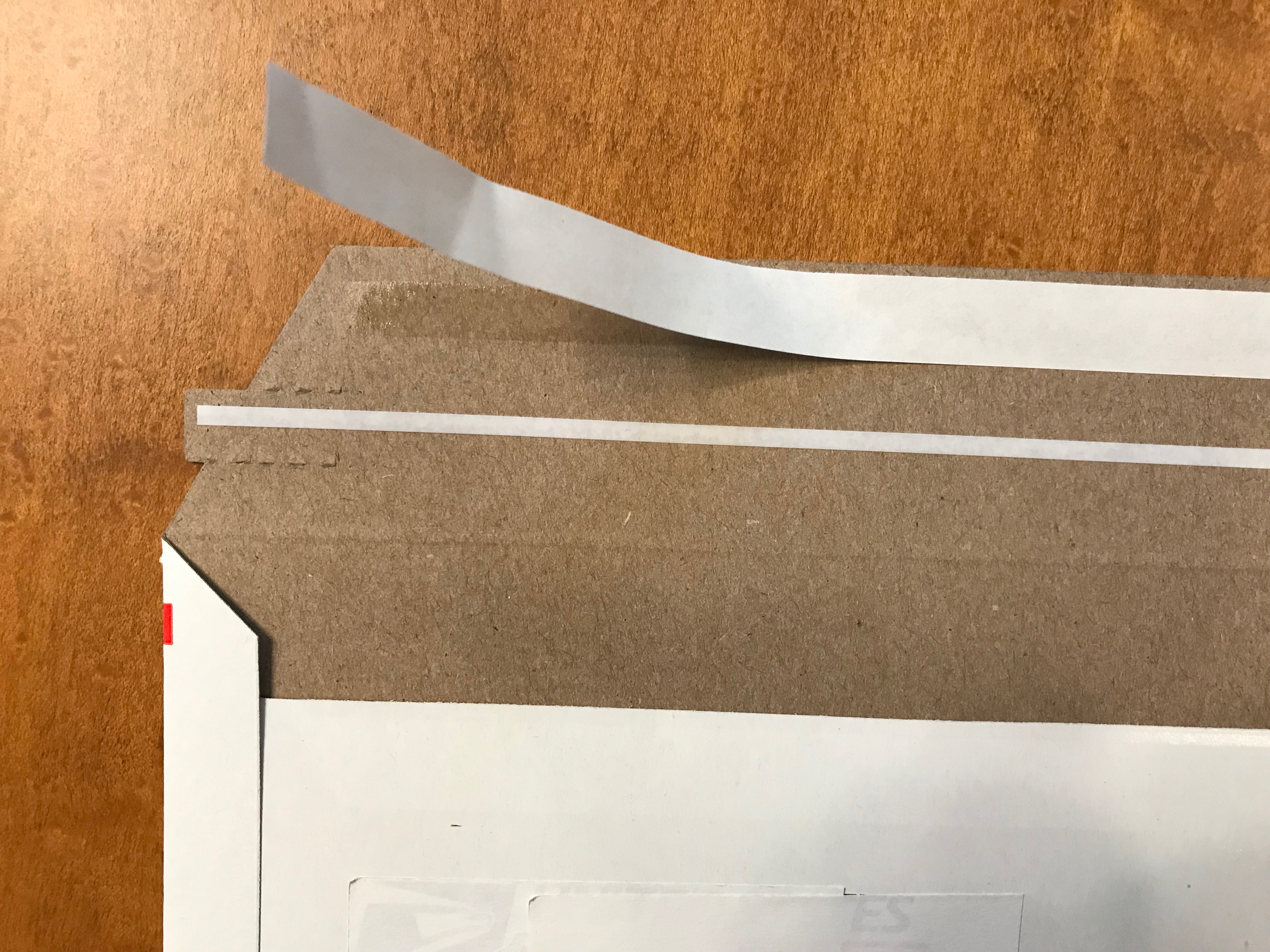
Sobre autoadhesivo

Por sistema de cierre, se pueden distinguir:
- Sobres de cierre. Hay que humedecer la solapa para pegarla, lo que se realiza bien con la lengua bien con una almohadilla humedecida. La solapa tiene forma triangular constituyendo este el sistema clásico de cierre.
- Sobres autoadhesivos. Cuya solapa se pega desprendiendo una tira plástica. Por su comodidad, los sobres de autocierre han sustituido casi por completo a los anteriores.

Por su diseño, se pueden distinguir:
- Sobres sin ventana. En los que hay que escribir la dirección del destinatario
- Sobres con ventana. Llevan una ventana plástica en la parte inferior derecha que deja ver la dirección escrita en la propia carta.

### Bolsas que se usa para el sobre

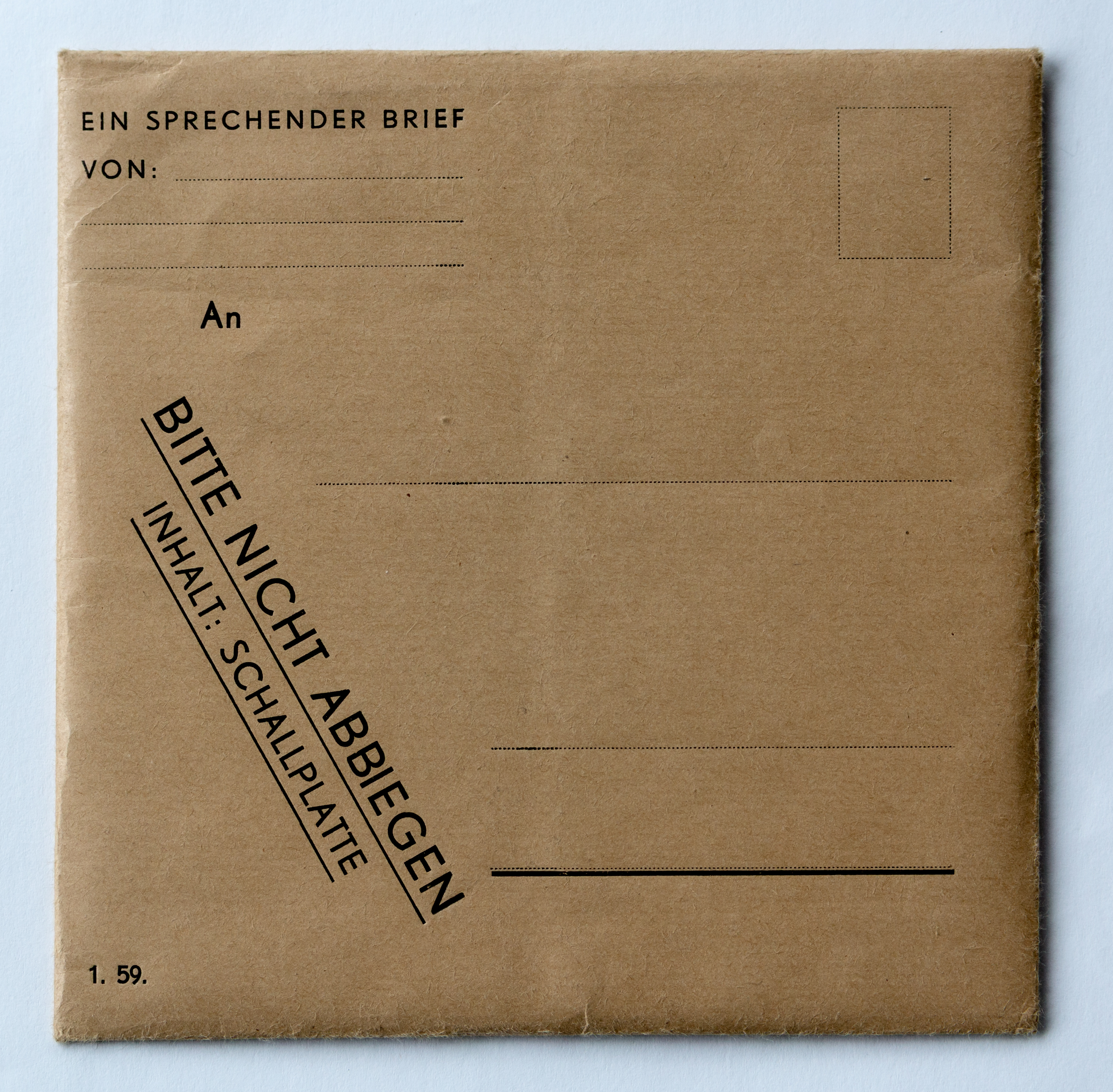
Sobre de papel kraft

Los de mayores dimensiones  se llaman "bolsas" y refiere a que su apertura ( que es por el lado donde ingresa la información) es por el lado más angosto, esto sería...los dos chapetones que son lo lados que cierran la bolsa pueden cerrar al medio o bien lateral interno base externa o cierre lateral externo base externa, estas son las bolsas llamadas de correspondencia. 
Los materiales más comunes de fabricación son los siguientes.
- Papel kraft.
- Kraft Armado. Muy resistentes, apropiados para documentación pesada.
- Plástico. Sobre autoadhesivo utilizado para diversos envíos.
- Bolsas acolchadas (blancas o crudas). Son sobres de papel en cuyo interior ha introducido plástico de burbuja. Se utilizan para enviar artículos delicados tales como cintas de vídeo, CD, disquetes, etc.
- Papel plastificado con polietileno. Se trata de sobres con protección utilizados para introducir objetos de pequeñas y medianas dimensiones.
- Bolsas con fuelle.

Estas podrían ser con fuelle y base cuadrada las tipo boutique sin manija.
y las con fuelle tipo americano similar a las bolsas de panadería.
Estandarizadas las hay en papel kraft o manila.

### Colores

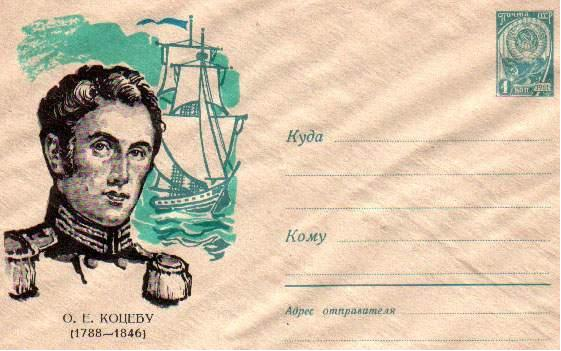
Sobre prefranqueado de la URSS de 4 kopeks preimpreso, decorado e impreso con imagen de Otto von Kotzebue

Los colores tradicionales para los sobres y que permiten una correcta legibilidad son el blanco y el sepia. Sin embargo, pueden adoptar diferentes colores (como en el sobre de manila) lo que es habitual en envíos publicitarios. También pueden estar impresos con diferentes mensajes promocionales siempre y cuando aparezca dirección y nombre del destinatario.

## Sobres especiales
- Sobres prepagados (sobres prefranqueados). No necesitan sello ya que lo llevan impreso y su precio está comprendido en el importe del sobre. Véase: Sobre ilustrado prefranqueado.
- Sobre con acuse de recibo. Sobre que lleva pegado el impreso correspondiente.

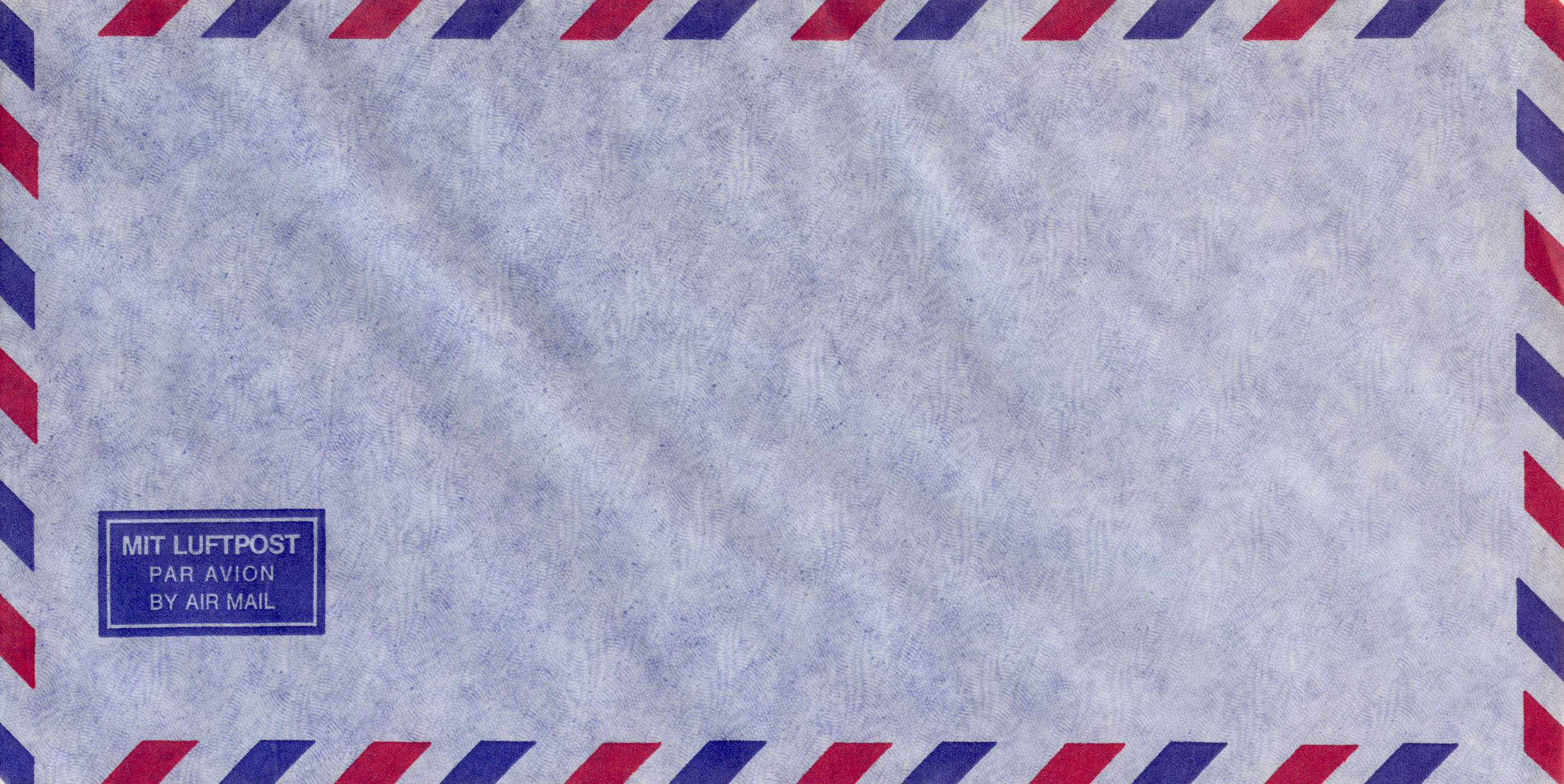
Sobre de envío aéreo

- Sobre de envío por avión. Sobre que se distinguía por unas franjas rojas y azules impresas en su contorno y que se destinaba a correo aéreo.
- Sobre urgente. Sobre que lleva impresa la palabra urgente y se destina a este tipo de envíos.
- Sobre para correo interno. Sobre que lleva impresas varias casillas en que se indica el nombre del remitente y del destinatario. Está diseñado para utilizarlo varias veces dentro de una misma compañía por lo que se cierra con un adhesivo débil.
- Sobre de primer día. Sobre con sellos postales cancelados en su primer día de emisión.
- Sobres de Arte Postal. Sobres manipulados artísticamente por los creadores que laboran en el Arte postal y que circulan a través de los países conteniendo los trabajos objeto del intercambio de los artistas postales, o siendo el mismo sobre ese producto artístico.

## Dimensiones del sobre

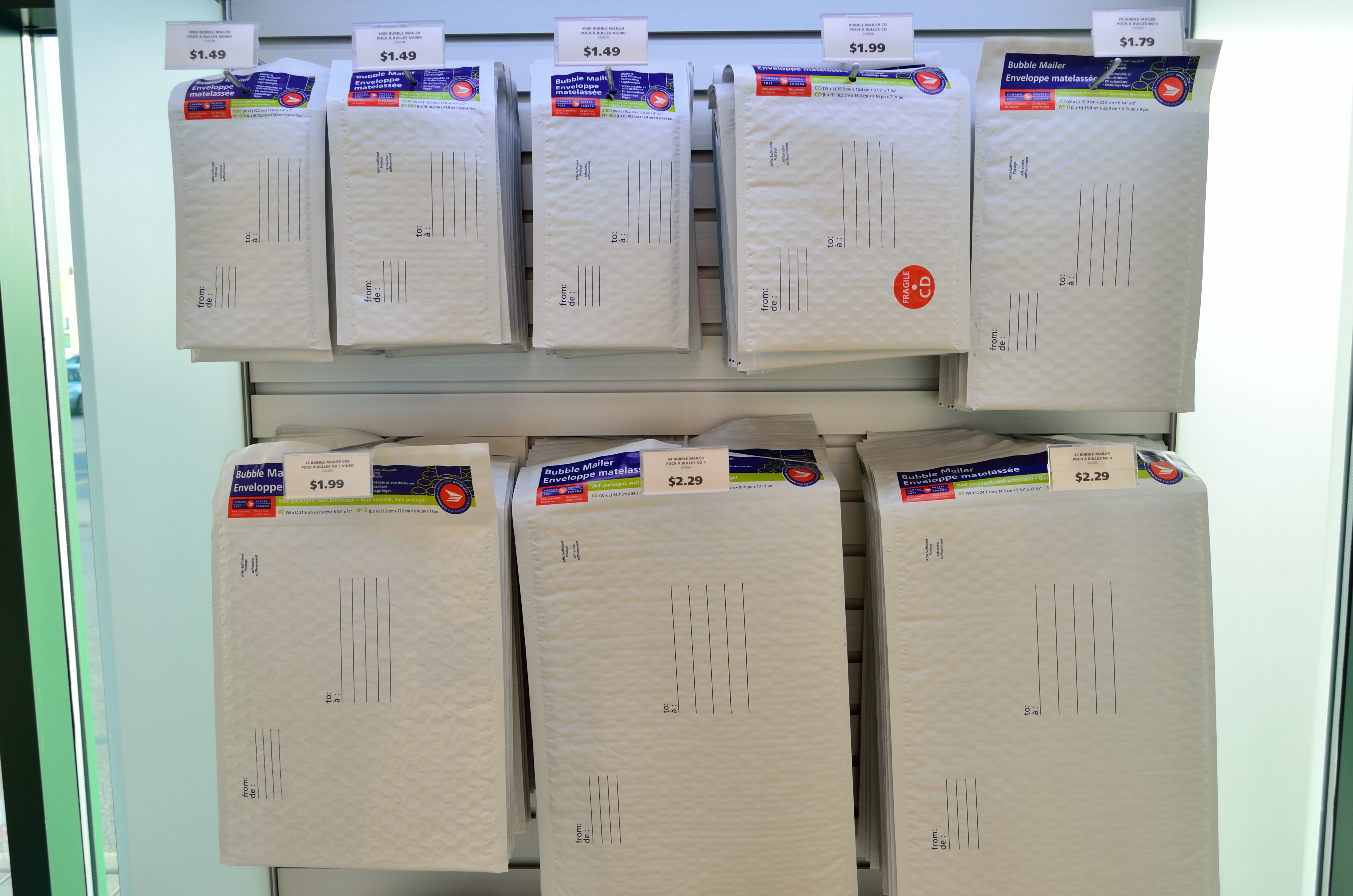
Sobres de diferentes tamaños

Algunas dimensiones estándar de sobres son las siguientes:
El sobre más usado en toda la historia en Argentina es el sobre oficio inglés su medida es estándar de 120x235mm, puede venir con o sin ventana, puede venir en papel obra,manila o kraft.
- Tamaño folio, 229 mm x 324 mm
- Din A5, 162 mm × 229 mm
- Tamaño 1/2 folio, 184 mm x 261 mm
- Cuartilla prolongado, 165 mm × 250 mm
- Americano DIN C65, 114 mm, × 229 mm
- Comercial, o ministro 120 mm × 176 mm

Formato de sobres prefranqueados:
- Sobre americano DIN C65: 114 x 229 mm (hasta 20 g)*Cuadrado: 120 x 176 mm.
- Din A5: 190 x 250 mm (no confundir con formato DIN 476, según el cual DIN A5 corresponde a 148 x 210 mm)
- Certificado prepagado con aviso de recibo (AR): 150 x 135 mm (hasta 50 g).

En España estos prefranqueados se adquieren en oficinas de Correos, según tarifa de 2016 a los siguientes precios: 
- Sobre americano (con o sin ventana) 0.75 €
- Sobre cuadrado, 0.75 €
- Sobre Din A5, 1.36 €
- Sobre certificado prepagado con AR, 5,51 €

## Galería

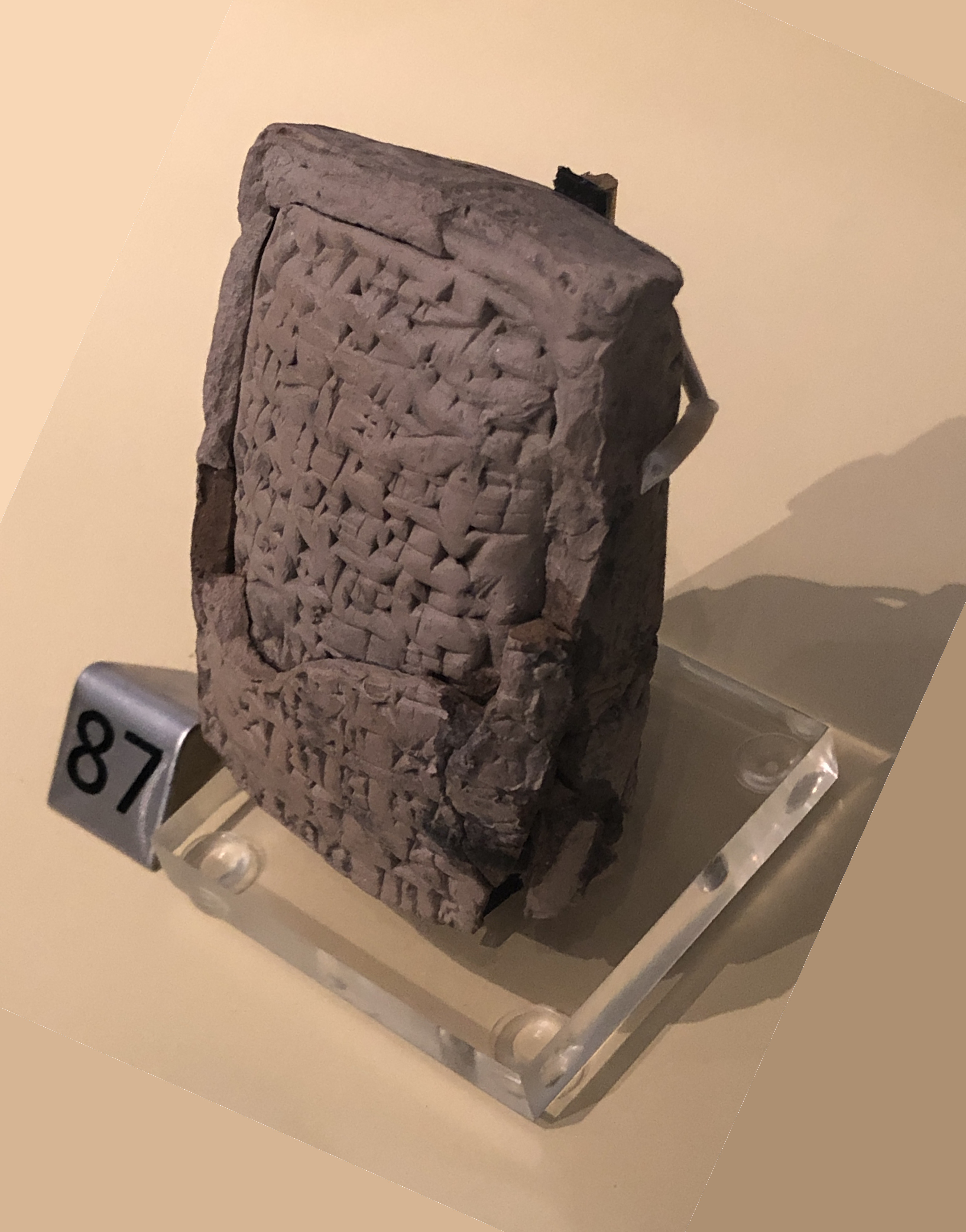
Tablilla babilonia con sobre, Museo de Ontario
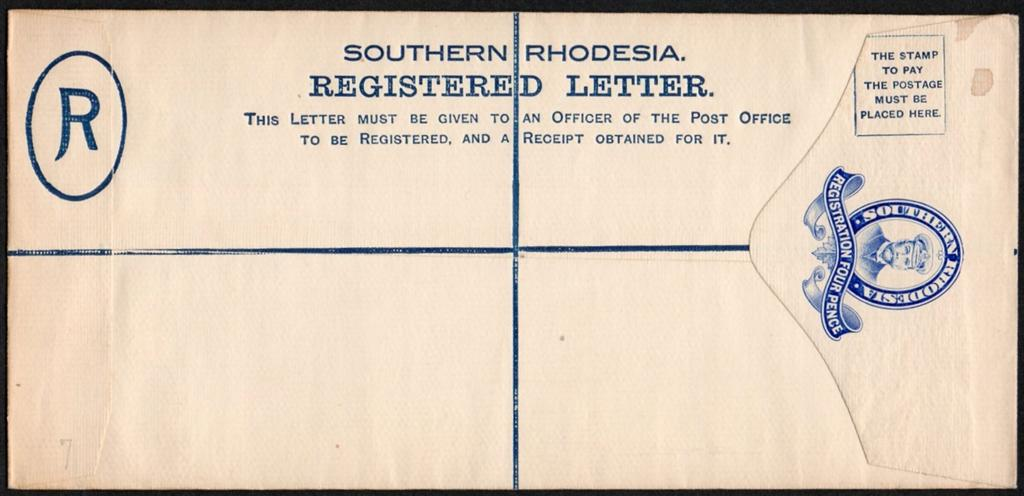
Sobre de correo certificado
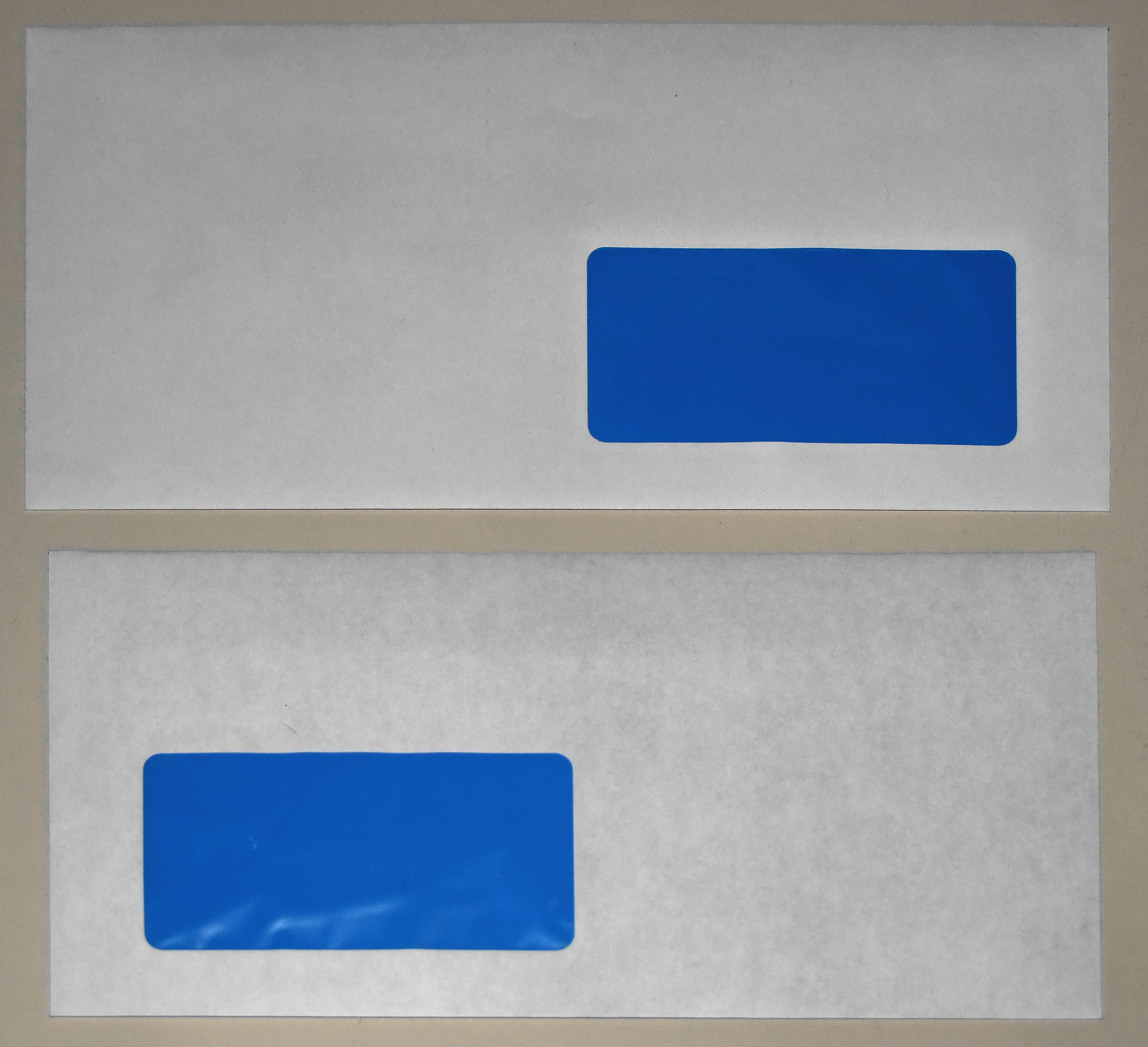
Sobres con ventana
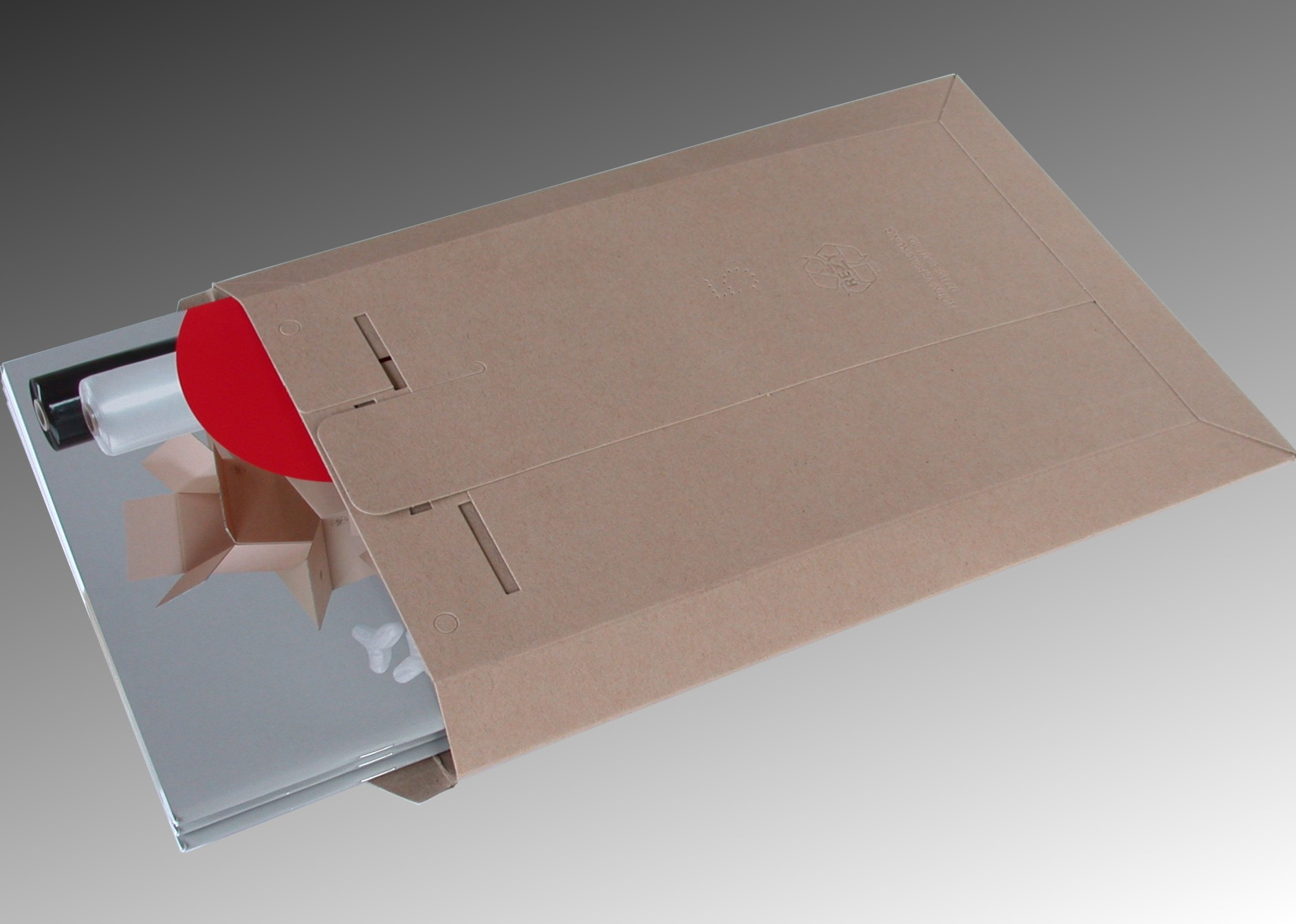
Bolsa
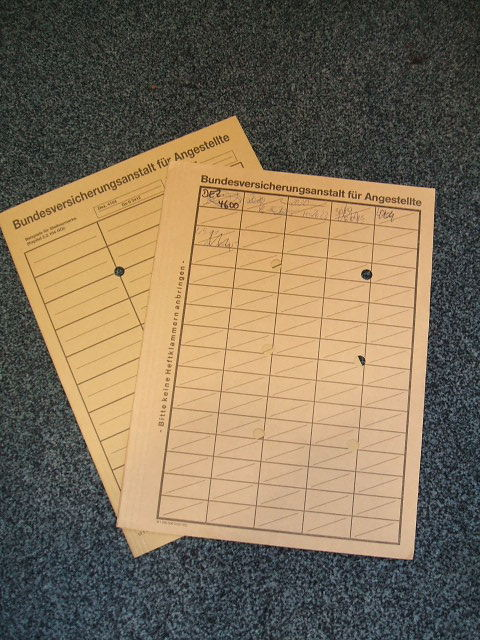
Sobre de correo interno
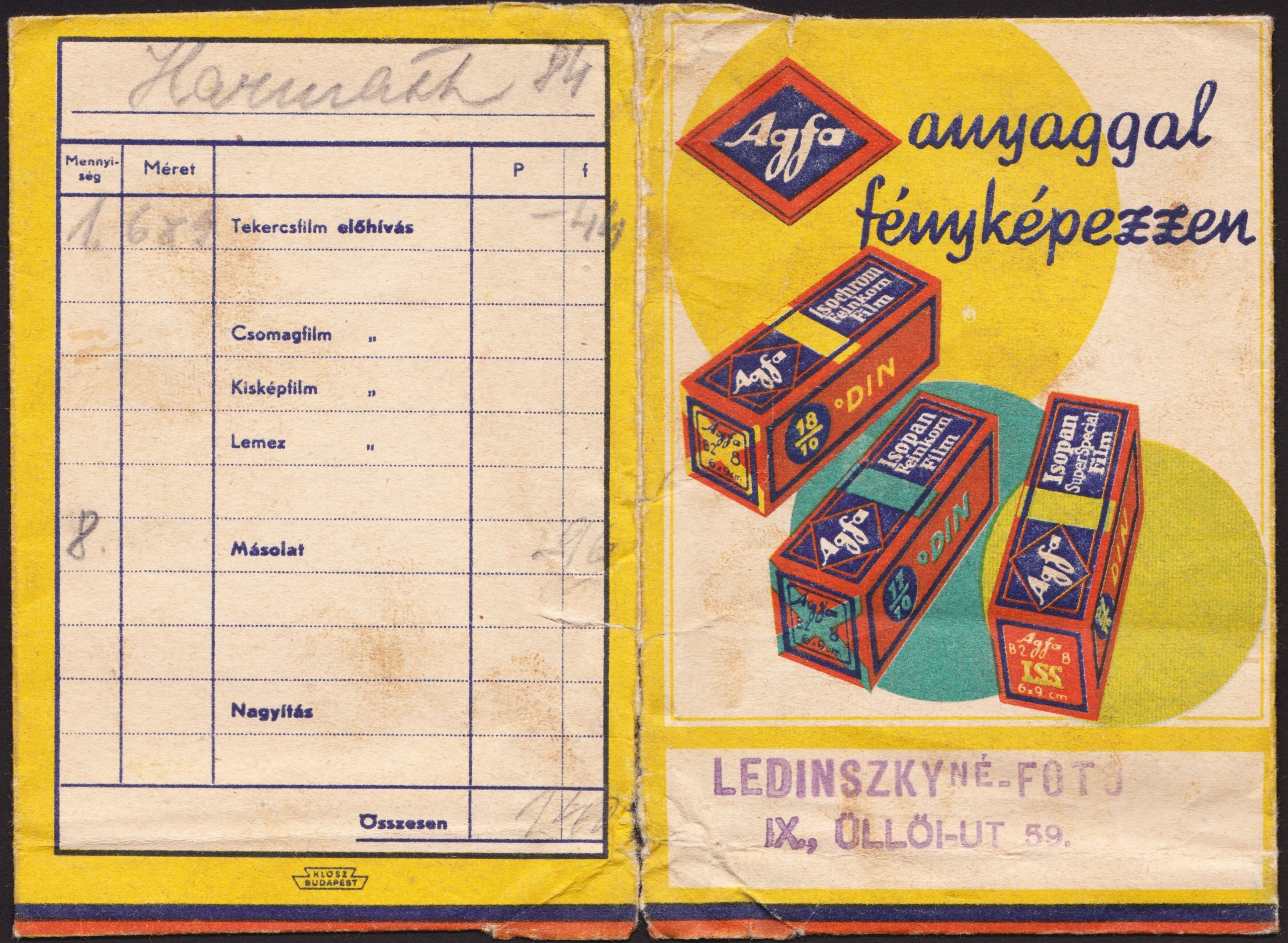
Antiguo sobre de fotos
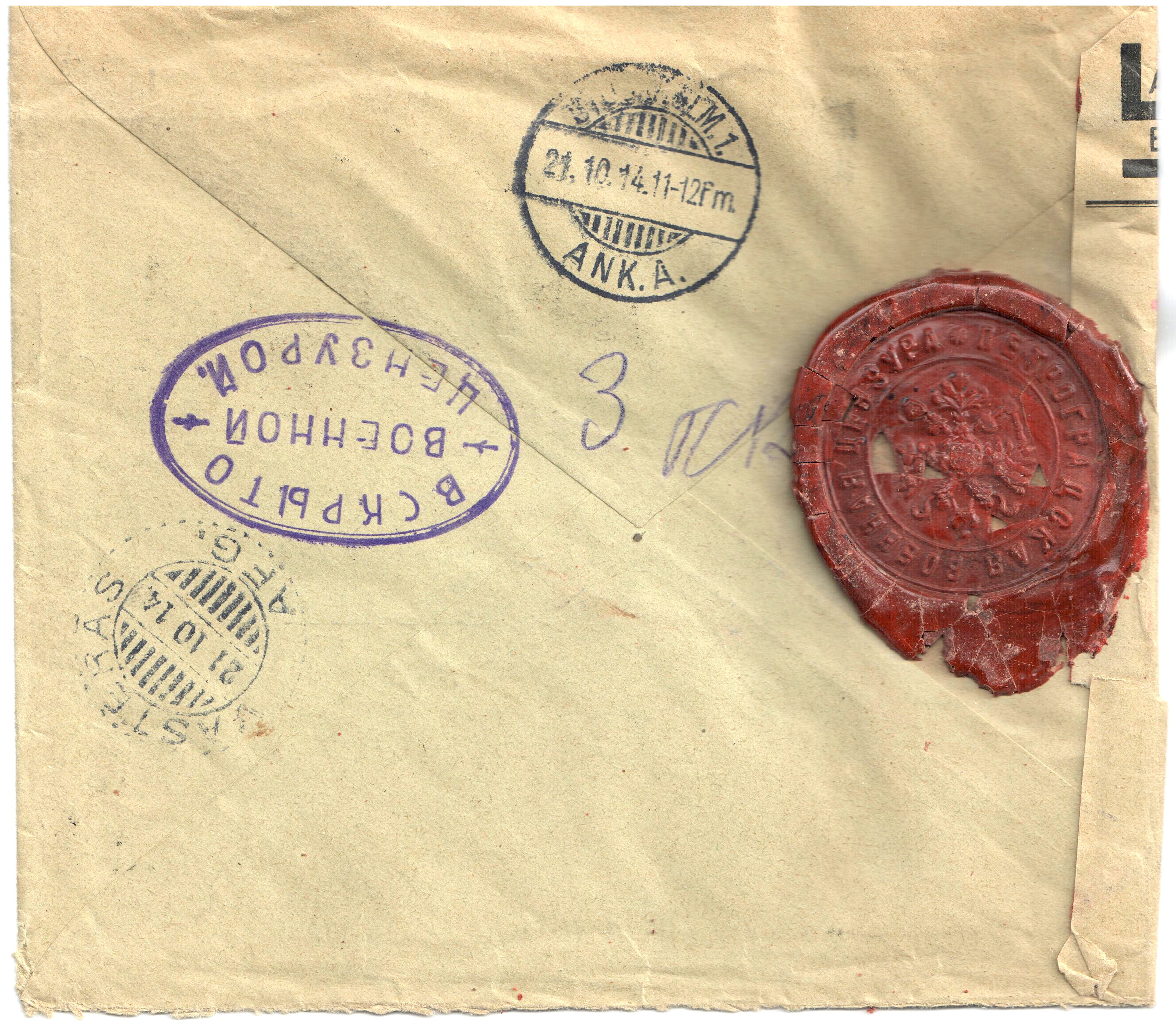
Sobre lacrado
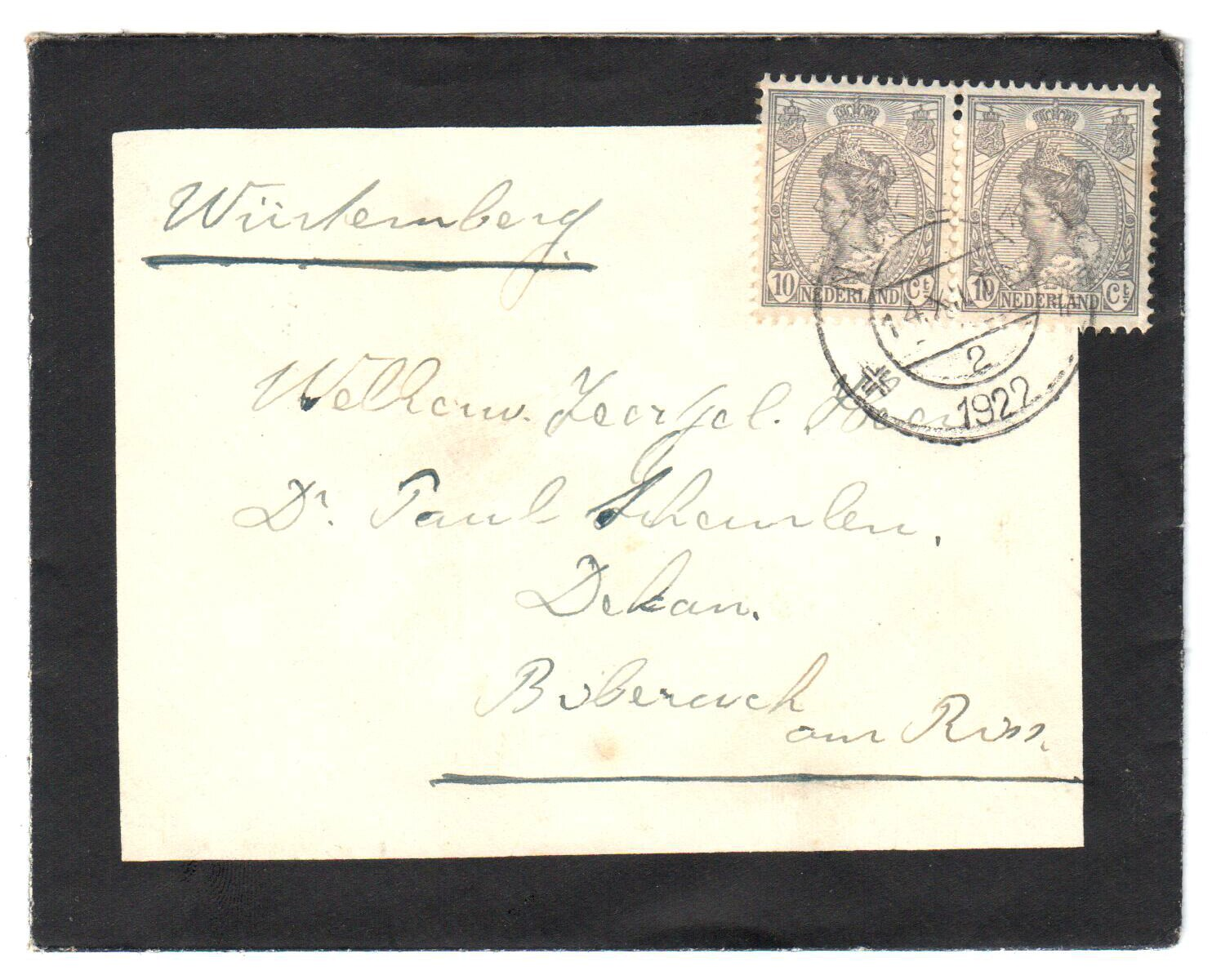
Sobre de pésame
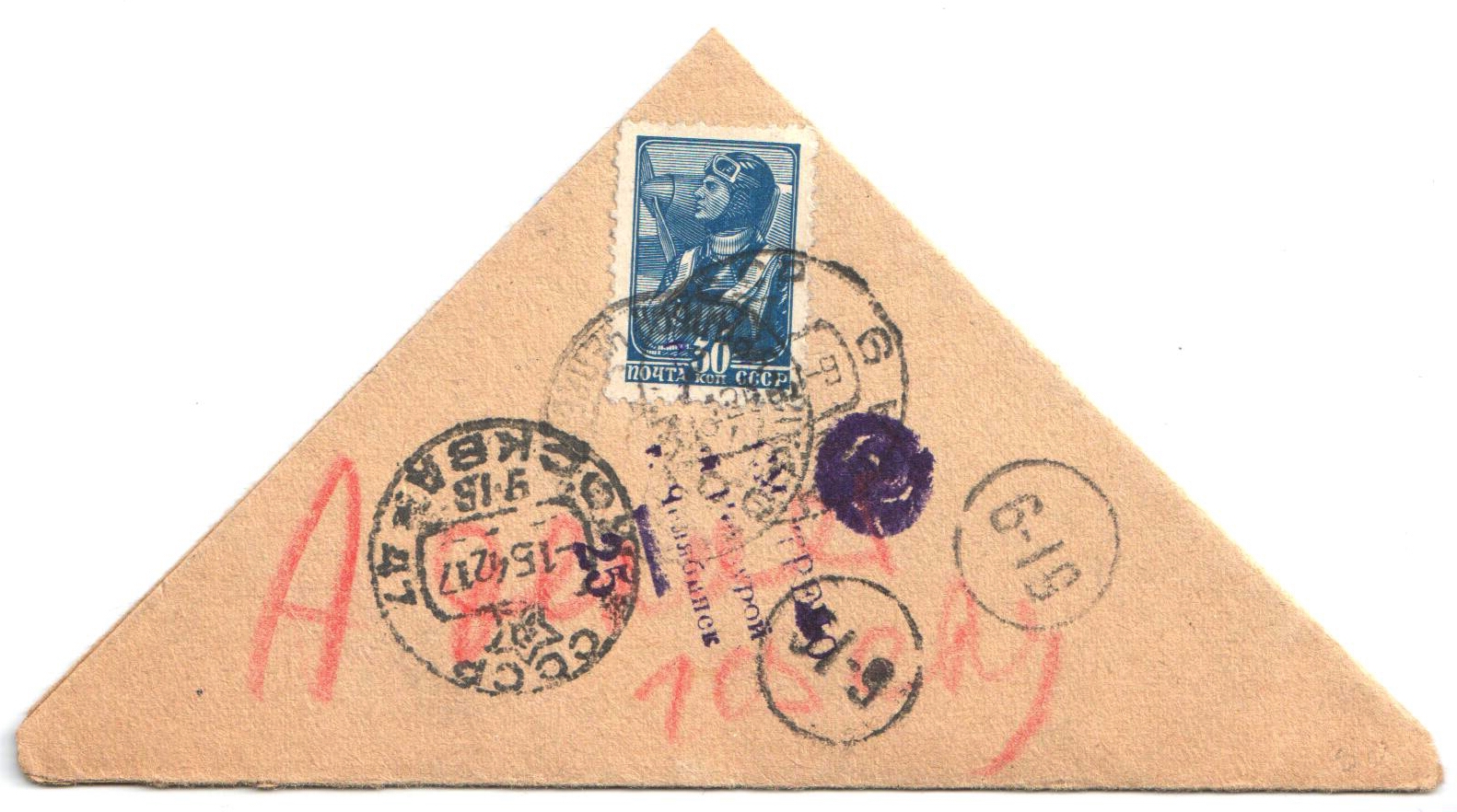
Sobre triangular
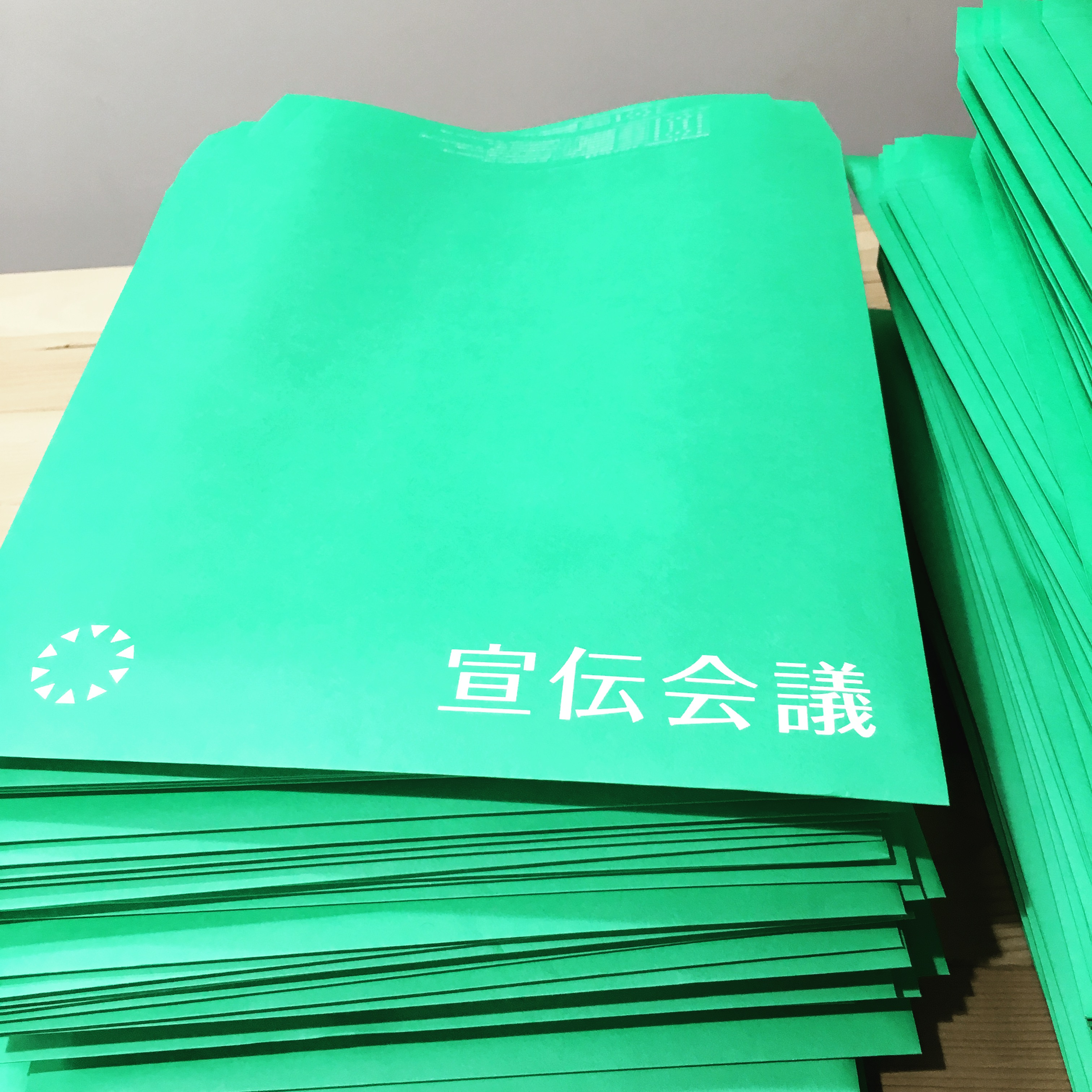
Sobres verdes